# Joseph Carl Cogel

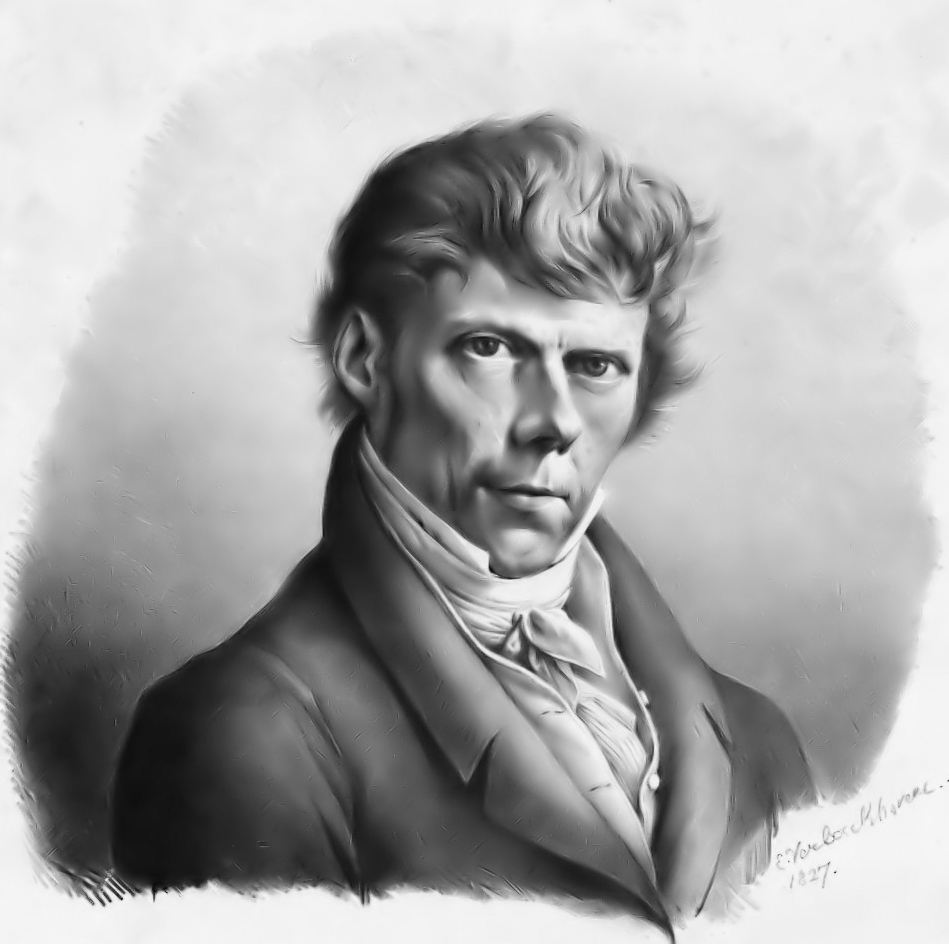
Joseph Carl Cogel (1827)

Joseph Carl Cogel, auch: Cogels; Kogel (* 5. November 1785 in Brüssel; † 31. Mai 1831 in Leitheim b. Donauwörth) war ein Landschafts-, Veduten- und Marine-Maler.

## Leben und Wirken
Geboren in Brüssel, lebte der Sohn eines Präfekturrates der französischen Verwaltung des Département de la Roer in Aachen. Seine Kunststudien absolvierte Cogel zunächst in Aachen und ab 1802 in Düsseldorf bei Ernst Carl Thelott an der Kurfürstlich-Pfälzischen Academie der Maler, Bildhauer- und Baukunst sowie später noch in Paris. Am Hofe von Herzog Wilhelm von Bayern-Birkenfeld war er als Zeichenlehrer tätig. Im Jahr 1811 kam der 26-Jährige durch Vermittlung von Max Graf von Lamberg nach München. Seine dortigen Auftraggeber waren unter anderem König Maximilian I. und Herzog von Leuchtenberg. Es folgte ein Aufenthalt in Gent und Antwerpen. Nachdem ihm im Jahr 1818 der Monarchenkongress wieder nach Aachen geführt hatte, zog er 1824 an die Akademie der Bildenden Künste in München.
Bei einem Besuch des späteren Obersthofmarschall Friedrich Ludwig Camil Marquis de Montperny verstarb Cogel auf dem Donauschlösschen Schloss Leitheim.
In seinen Gemälden befasste er sich unter anderem auch mit maritimen Themen und Stadtansichten. Im Museum Georg Schäfer befindet sich eine Graphik des Künstlers.

## Burg Schimper
Die Ruine von Burg Schimper, eine ehemalige und oberhalb der Geul liegende Höhenburg, war infolge der romantischen Strömung im 19. Jahrhundert ein beliebtes Sujet.
Hans Königs weist in seiner Abhandlung über die Burg Schimper auf eine Lithographie des Landschaftsmalers Joseph Carl Cogel aus dem Jahr 1818:
„Der Künstler stellt die Burg in eine stimmungsvolle reichbewegte Landschaft. Unmittelbar neben einem zerklüfteten Kalksteinfelsen ragt sie aus dem Talgrund auf.“
„Eine klaffende Mauerlücke öffnet den Blick in den älteren gotischen Teil des Burghauses vom Dachwerk bis in die Kellergewölbe. Einzelheiten sind sorgfältig beobachtet, wenn auch der dem Palas vorgelagerte Tiefbrunnen in seinen Ausmaßen überbetont sein dürfte.“
„Im Hintergrund ragt zum Norden unter geschieferter Kegelhaube der schlanke halbrunde Bergfriet auf, durch eine Mauer mit der östlichen Schmalseite des Palas verbunden.“
„Zeichnen sich auch am Schieferdach des Erweiterungstrakts des 17. Jh. bereits leichte Verfallsspuren ab, so ist er doch in seiner Struktur noch voll erhalten.“

## Stil
Joseph Carl Cogel verband die niederländische mit der zeitgemäßen deutschen Kunst. Stofflichkeitsillusion und Detailreichtum, eine ausgefeilte Beleuchtung und Lichteffekte waren ihm eigen.
Als Motive für seine Bilder bevorzugte Cogel Gegenden, die flach waren oder von Kanälen durchzogen. Oft finden sich in seinen Werken Brücken, Schlösser und die Städte im Hintergrund. 
Die Reproduzierung seiner Darstellungen als Radierung oder Lithographie nahm er zuweilen selber vor. Bei den Stadtansichten von Aachen und Burtscheid stammen die Kupferstiche von Ernst Carl Thelott (1760 Augsburg–1834 Düsseldorf).

## Werke
- 1809–1813 St. Johann mit anschließendem Stadtteil von Burtscheid Bez.: VUE DE BORCETTE PRÉS D'AIX-LA-CHAPELLÉ. DEDIÉ Á MONSIEUR LE BARON DE LA DOUCETTE etc. DESSINÉ PAR COGELS, GRAVÉ PAR ERN. THELOTT Á DUSSELDORF. Das Wappen von Ladoucette befindet sich unten, Aquatintablatt, 30 × 40 cm.[4]
- um 1810 Blick von der Kasinostraße auf die Stadt und die fernliegenden Höhen. Vorne sitzt ein Hirt bei Hornvieh. Bez.: VUE D'AIX-LA-CHAPELLE. DESSINÉ PAR COGELS. GRAVÉ PAR ERN. THELOTT Á DUSSELDORF. DEDIÉ À MONSIEUR  LE BARON DE LA DOUCETTE etc. Mit dem Ladoucette Wappen, Aquatintablatt, 30,2 × 44 cm.[5]
- um 1810 Stadtansicht von Aachen von der Höhe der heutigen Theaterstraße, Aquatinta
- um 1810 Burtscheid, Aquatinta
- 1814 Schwabinger Tor in München
- 1814 Sendlinger Tor in München
- 1818 Burgruine Schimper, Zeichnung, 28,9 × 20,9 cm.
- Wasserburg Schönforst, undat. Lithographie
- 1818 Hohenburg Wilhelmstein bei Bardenberg, Zeichnung, 28,2 × 20,3 cm
- Steilküste mit Burg und Ortsblick an einem stürmischen Tag, Öl auf Leinwand, 79 × 67 cm
- 1814 München: Blick auf die Theatinerkirche, Öl auf Holz, 23,3 × 34,8 cm[6]
- 1824 Isartor in München
- 1873 Schausteller auf dem Aachener Marktplatz, 25,8 cm × 40,0 cm, Sammlung Crous.
- Der Usscheller Hans, 23,3 cm × 19,3 cm. Der Ausrufer mit einer Glocke verkündet die neuesten Nachrichten. Sammlung Crous.

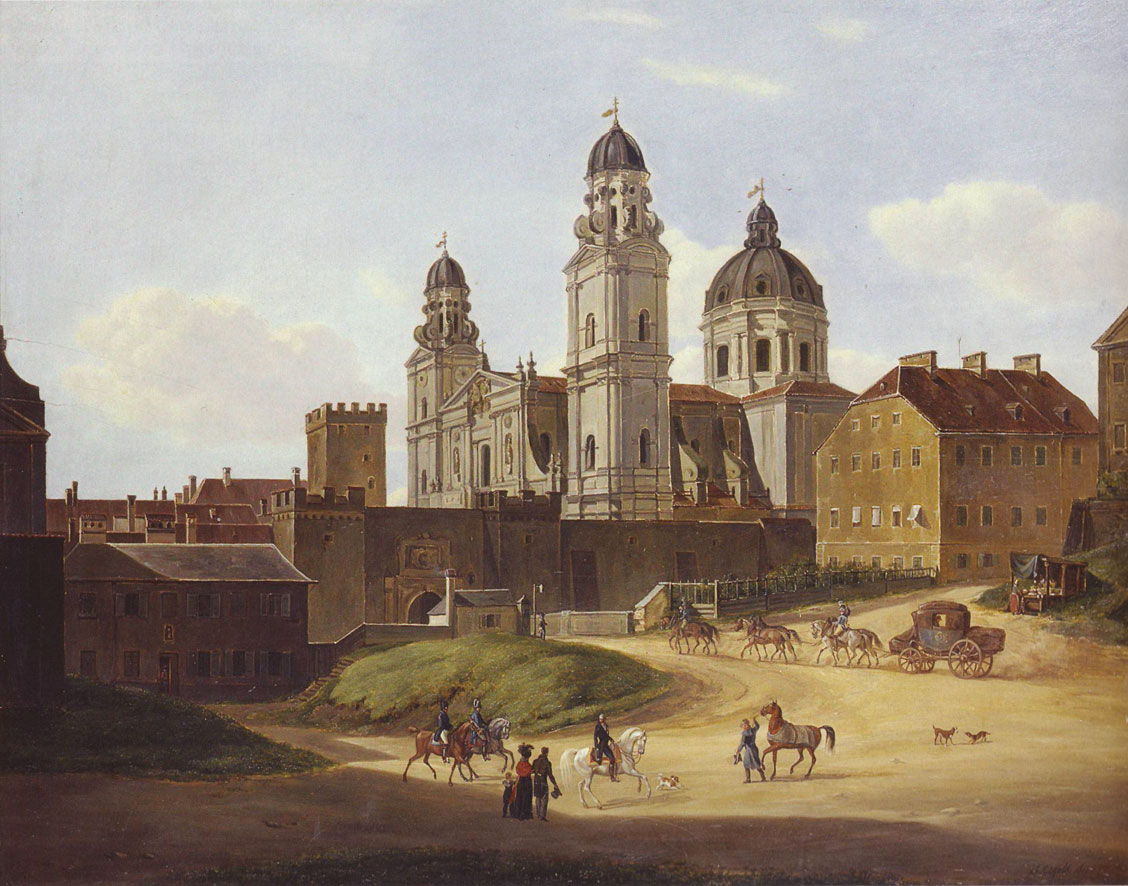
Schwabinger Tor München
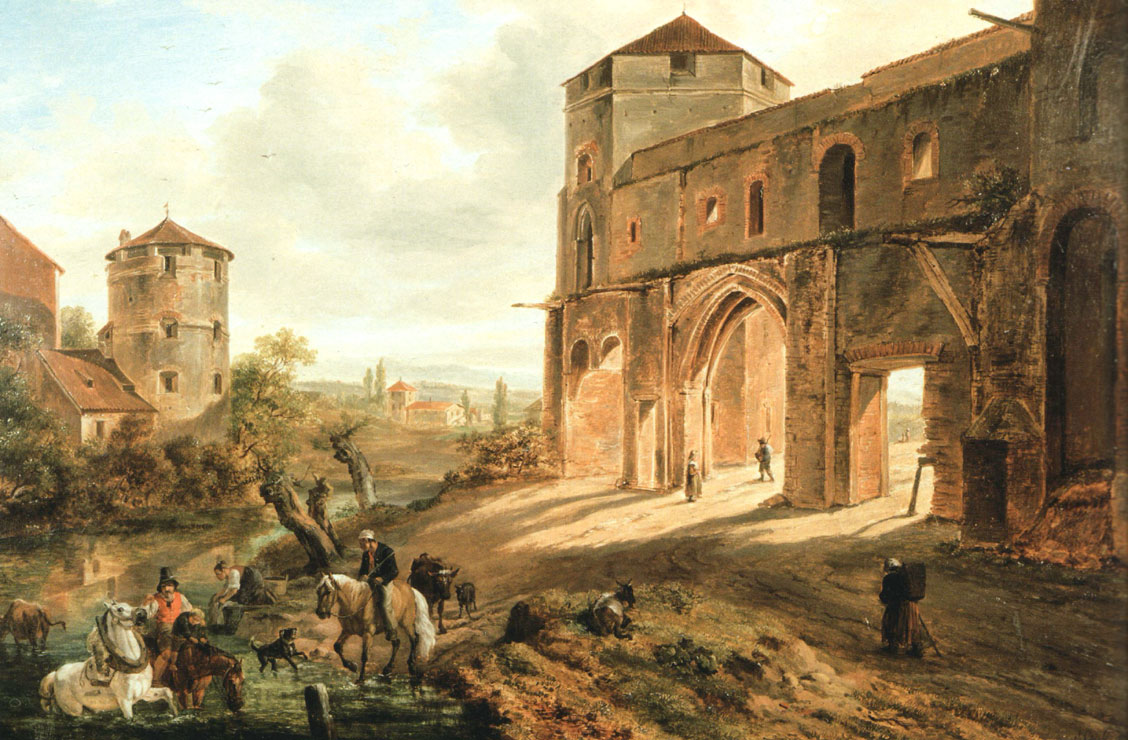
Isartor München
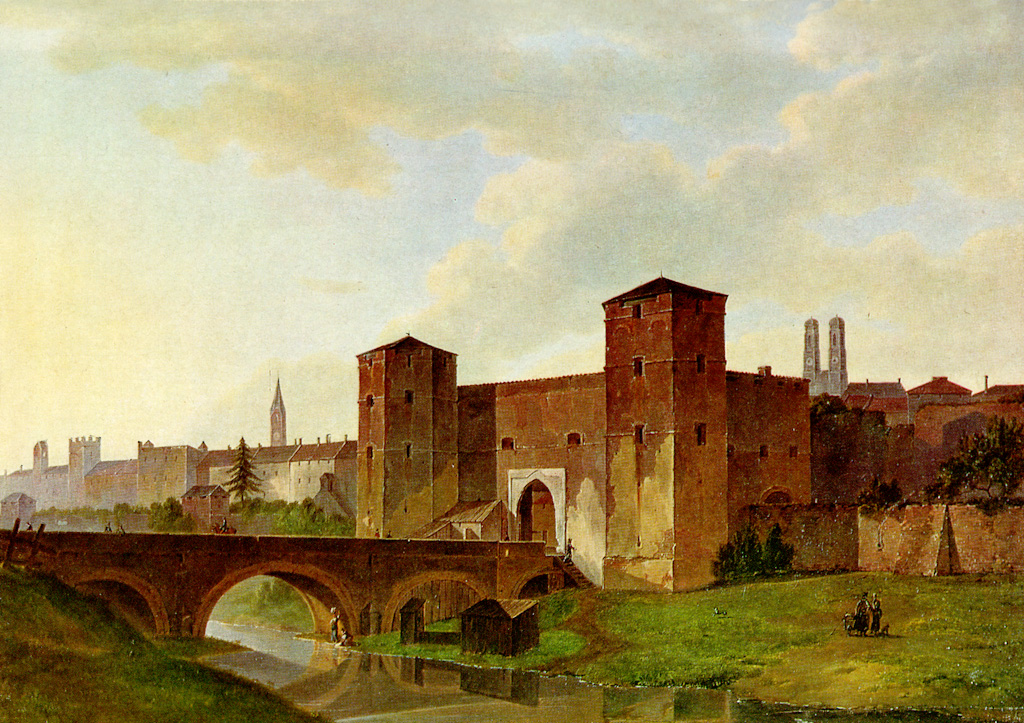
Sendlinger Tor München